# Кашина Маркатуто-Бручата (Милано)
Кашина Маркатуто-Бручата је насеље у Италији у округу Милано, региону Ломбардија.
Према процени из 2011. у насељу је живело 60 становника. Насеље се налази на надморској висини од 129 м.